# Vicente Masip
Vicente Masip ou Vicente Macip, dit « Masip l'Ancien », est un peintre espagnol de la Renaissance, né à Andilla vers 1475, et mort à Valence en 1545.
Il est le père du peintre espagnol Vicente Juan Masip, dit « Masip le Jeune », connu sous le nom de Juan de Juanes (1507-1579). Les attributions de certaines œuvres sont discutées entre le père et le fils.
Sa personnalité a été redécouverte à la fin du XIXe siècle et isolée de celle de son fils, bien plus connue. Au contact des peintres formés en Italie, il a intégré l'art italien dans sa manière et l'a interprété sur un ton solennel et noble pouvant être rude. Excellent dessinateur et coloriste, il aime les amples paysages d'influence flamande et de construction monumentale.

## Biographie

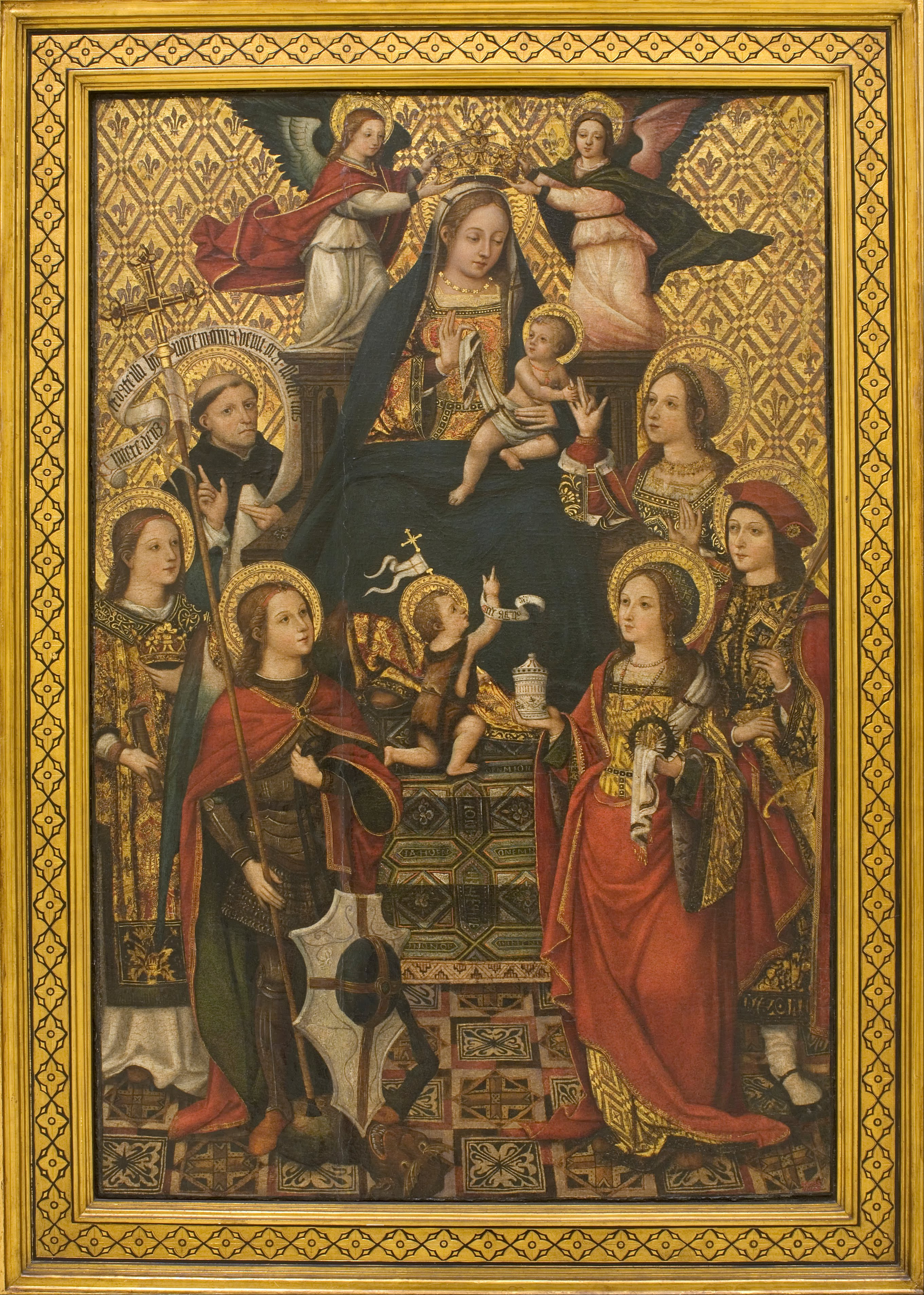
Vierge et l'Enfant entourés de saints et d'anges
Musée national d'art de Catalogne

Il a été formé dans le milieu des peintres valenciens dans la dernière décennie du XVe siècle, probablement auprès du Maître de Artès (peut-être Pere Cabanes, connu à Valence entre 1472 et 1538). Ses premières œuvres montrent l'influence de Roderic d'Osona et de Paolo da San Leocadio qui était venu s'installer en Espagne en 1472.
Son activité de peintre de retables est attestée en 1501. Il a eu une création artistique importante, comme en témoigne le retable de Porta-Coeli se trouvant aujourd'hui au musée des beaux-arts de Valence, le retable de saint Denis et de sainte Marguerite, au musée diocésain de Valence. En 1507, pendant une période de six ans, on ne sait rien de son travail. À partir de 1513, il est cité dans des documents relatifs à son activité à Valence, comme maître peintre dans la paroisse de Sante Cruz. En 1514, il est cité comme témoin dans le testament de Gregorio Ferrando. Il y a une autre lacune chronologique jusqu'aux années 1522-1524 où il apparaît dans des travaux mineurs dans la cathédrale de Valence. Il y a ensuite un autre manque dans la documentation jusqu'en 1529 où il commence à travailler sur le retable de la cathédrale de Segorbe.
En 1516, Fernando Yáñez de la Almedina et de Hernando de los Llanos sont arrivés à Valence. Ils ont été formés en Italie dans l'entourage de Léonard de Vinci. Vicente Masip a alors atteint son langage pictural définitif dans le style du Quattrocento.
Le musée du Prado possède le tableau Le Christ portant la Croix sur le dos, réalisé après 1517.

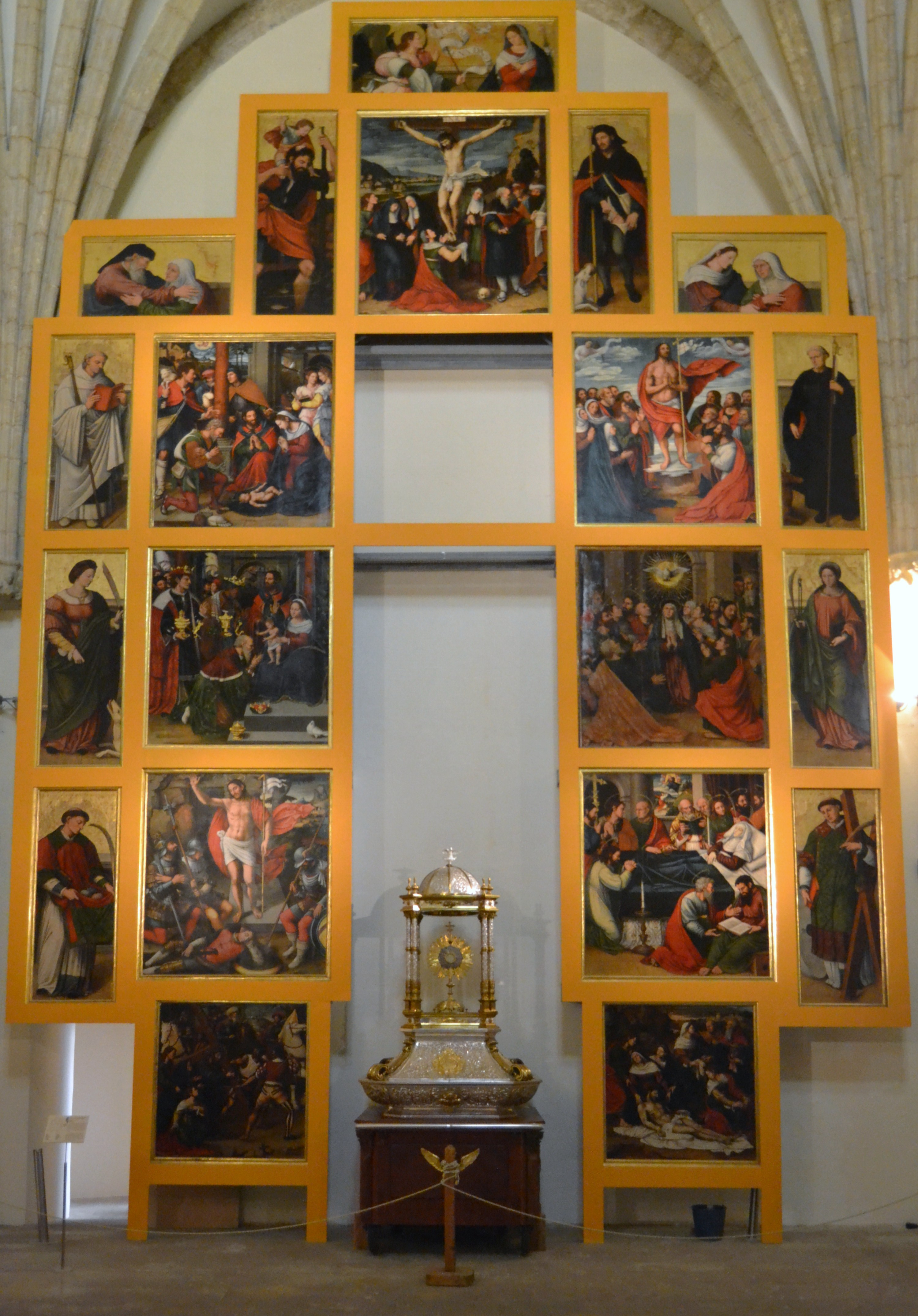
Retable de la vie du Christ et de la Vierge
Cathédrale de Segorbe

L'arrivée à Valence en 1521, à la suite du diplomate valencien don Jerónimo Vich y Valterra (1459-1535) de quatre tableaux de Sebastiano del Piombo va avoir une grande influence sur les peintres de la région. Le retable du maître-autel de la cathédrale de Segorbe, réalisé entre 1529 et 1532, peut-être avec la collaboration de son fils, conservé malgré son démembrement, montre cette influence. Il en est de même pour les tableaux de l'Immaculée Conception (collection Central Hispano, Madrid), le Baptême du Christ (cathédrale de Valence), le Christ à la colonne (Alba de Tormes) qui lui sont traditionnellement attribués, mais dont on discute l'attribution entre lui et son fils. Il en est de même du tableau Saint Sébastien du musée des beaux-arts de Valence, ou Saint Bruno et Saint Vincent Ferrer du musée national d'art de Catalogne, et La Cène du musée des beaux-arts de Valence.
En 1533 il signe un contrat pour un retable à la Porte de la Mer, à Valence.

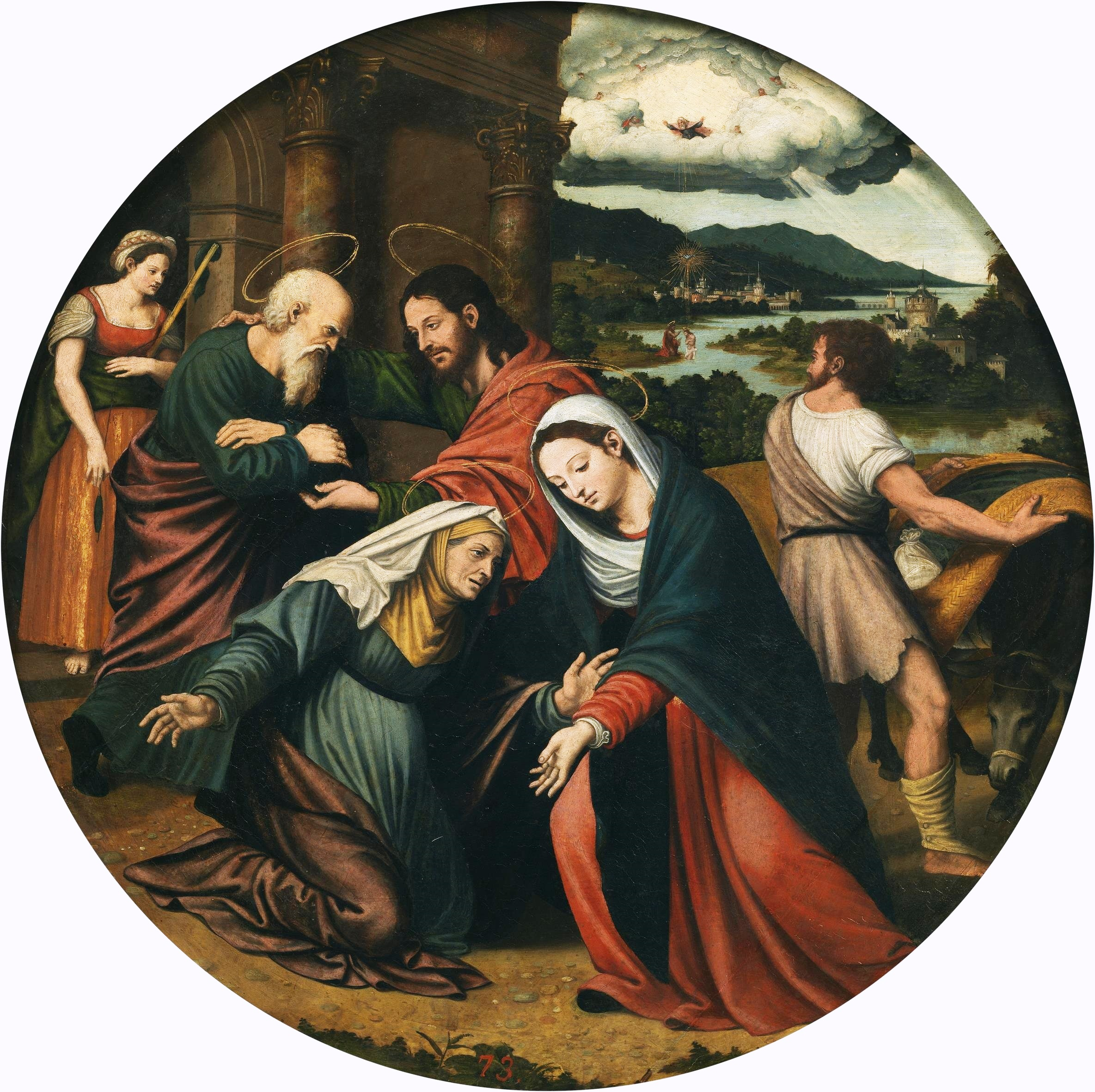
La Visitation
Musée du Prado

Le Musée du Prado possède deux de ses peintures de grand format circulaire, datant de 1540, représentant la Visitation et le Martyre de sainte Agnès, exécutées pour la chapelle de Saint Thomas de Villeneuve dans le couvent de San Julián de Valence, qui montrent l'influence des Cartons de Raphaël sur les Actes des Apôtres qu'il a pu connaître par des estampes. L'attribution de ces deux peintures à Vicente Masip a été faite par Elías Tormo au début du XXe siècle qui y a reconnu la grâce florentine influencée par Raphaël dans les personnages du premier plan. Par contre, le paysage du second plan avec le baptême du Christ montre un caractère profondément flamand dans le tableau sur la Visitation.
Il semble avoir définitivement transféré son atelier à son fils en 1542.
En 1545, « à un âge avancé », il fait son testament.